# Cso Mansik
Cso Mansik (hangul: 조만식, handzsa: 曺晩植, RR: Cho Man-sik; Kangszo (Kangsŏ), 1883. február 1. – Phenjan (P'yŏngyang), 1950. október) vagy írói álnevén Kodang (고당, 古堂) koreai nemzeti aktivista volt a koreai függetlenségi mozgalomban. Az Észak-Koreát beborító hatalmi harcba a második világháború utáni japán fegyverletételt követő hónapokban lépett be. Eredetileg Csó (Chó)t a Szovjetunió támogatta az észak-koreai hatalom megszerzése érdekében. Mivel Cso (Cho) ellenezte a szovjetek nemzetközi ellenőrzését, Cso (Cho) elvesztette támogatásukat és a szovjetek által segített északi kommunisták kiszorították a hatalomból. 1946 januárjában házi őrizet alá vették, majd később Cso (Cho) eltűnt az észak-koreai börtönrendszerben, ahol nagy valószínűség szerint kivégezték, nem sokkal a koreai háború kezdete után.

## Életútja
Cso (Cho) 1883. február 1-jén született Kangszo (Kangsŏ) megyében, Dél-Phjongan (P'yŏngan) tartományban, ami 1948 óta Észak-Korea része. Neveltetése és taníttatása a hagyományos konfucianizmus szerint történt, de később áttért a protestáns vallásra és elöljáróvá nevezték ki. 1908 júniusától 1913-ig Cso (Cho) Japánban élt, hogy jogot tanuljon Tokióban, a Meidzsi Egyetemen. A tokiói tanulmányai alatt került Cso (Cho) kapcsolatba Gandhi ideológiáival az erőszakmentesség és az önellátást illetően. Cso (Cho) később az erőszakmentesség eszméjét használta fel arra, hogy szembeszálljon a japán uralommal.

### Függetlenségi törekvései
Miután Japán 1910-ben annektálta Koreát, Cso (Cho) elkezdett még erőteljesebben részt venni az országában lévő függetlenségi mozgalomban. A március 1-jei mozgalomban való részvétele miatt letartóztatták több tízezer másik koreaival együtt. Cso (Cho) arról is híressé vált, hogy nyilvánosan elutasította és ellenállt a koreai vezetéknév japán névre történő változtatásának. 1922-ben Cso (Cho) megalapította a Koreai Termékeket Promotáló Egyesületet azzal a céllal, hogy önfenntartó gazdálkodást hozzon létre és hogy biztosítsa a koreaiak számára a kizárólagosan hazai készítésű termékekhez való hozzáférést. Cso (Cho) az egyesületet arra is szánta, hogy egy nemzeti mozgalommá fejlődjön, amit minden vallási szervezet és társadalmi csoport támogat, különösen a közönséges koreai emberek. A Koreai Termékeket Promotáló Egyesületnek, az erős erőszakmentességre való törekvéseinek és a példaként szolgáló vezetése miatt Cso (Cho) tiszteletet vívott ki még a kritikusaitól is és elnyerte a “koreai Gandhi” címet. 

### Második világháborús tevékenysége
1945 augusztusában, ahogy a japán fegyverletétel egyre sürgetőbbé vált, Phenjan (P'yŏngyang) japán birodalmi kormányzója megkereste Csó (Chó)t és megkérte, hogy szervezzen egy tanácsot, ami átveszi a hatalmat és megőrzi a stabilitást az elkerülhetetlenül közelgő hatalmi űrben. Cso (Cho) elfogadta az együttműködést és 1945. augusztus 17-én létrehozta a Dolgozók Átmeneti Tanácsát az öt tartomány számára. A tanács funkciója az volt, hogy egységesítse a tagok és a feladatok számát, valamint a választások folyamatát a tartományok, városok, vidékek és falvak szintjén a Dolgozók Tanácsának megalapításához. Cso (Cho) ezt a tanácsot összekötötte a Koreai Függetlenségre való Készülődés Tanácsával is. A Dolgozók Átmeneti Tanácsa az öt tartományban alapvetően jobboldali nacionalistákból állt, akik a kommunizmus ellenségei voltak. 
Mikor a szovjetek Phenjan (P'yŏngyang-)ba érkeztek a japán fegyverletételt követően, azt remélték, hogy befolyásolni tudják Cso Mansik (Cho Man-sik)ot. Cso (Cho) ebben az időben a leghíresebb vezető volt Phenjan (P'yŏngyang-)ban, legfőképpen a folyamatos japánoknak való ellenállása és a Koreai Termékeket Promotáló Egyesület alapítása miatt. Szovjet köztisztviselők gyakran találkoztak Csó (Chó)val és próbálták őt meggyőzni, hogy vezesse a felemelkedő észak-koreai adminisztrációt. Cso (Cho) azonban nem szimpatizált a kommunizmussal és nem bízott külföldi erőkben, kizárólag akkor egyezett volna bele együttműködésbe a szovjet erőkkel, ha a feltételeket Cso (Cho) szabhatja meg, mint például kiterjedt autonómia. Cso (Cho) követelményeit azonban a szovjet vezetők nem fogadták el. A szovjet kérések elutasítása ellenére Cso (Cho) a Dél-phjongan (p'yŏngan)i Dolgozók Tanácsának az elnöke maradt. 
1945. november 3-án Cso (Cho) létrehozta saját politikai pártját, a Koreai Demokrata Pártot. Kezdetben Cso (Cho) arra szánta a pártot, hogy a nacionalista jobb oldal egy autentikus politikai szervezetévé alakítsa azzal a céllal, hogy a japán megszállás után egy demokratikus társadalmat teremtsen meg. A szovjetek azonban nem járultak hozzá a Koreai Demokrata Párt megalapításához, ezért szocialista nyomás hatására Coj Jen Gen (Choi Yong-kun)t megválasztották a párt első igazgatóhelyettesének. Coj Jen Gen (Choi Yong-kun) egy gerillakatona volt, aki a 88-as szovjet csapatban szolgált és Kim Ir Szen (Kim Il-sung) későbbi elnök barátja is volt. Ezek miatt a párt már a kezdetek óta a szovjet eszmék befolyása alatt állt. 
Az a szovjet elképzelés, miszerint Cso (Cho) a szovjet eszmékre támaszkodva lesz Észak-Korea vezetője, nem tűnt valószínűnek, ezért a szovjetek egy koreai kommunista, Kim Ir Szen (Kim Il-sung) részére szavaztak bizalmat. Kim 10 évet szolgált a szovjet hadseregben, mely során őrnagyi pozícióba emelkedett. Szovjet nyomás hatására Cso (Cho) arra volt kényszerítve, hogy újjászervezze a Dolgozók Átmeneti Tanácsát az öt tartományban és több kommunistát fogadjon be az üléseken. Ideológiai eltéréseikből kifolyólag Kim és Cso (Cho) nem tudtak együttműködni, és a szovjetek által erőltetett hatalommegosztás egyiküknek sem kedvezett. 
Az 1945-ös moszkvai konferencián a győztes szövetséges erők megegyeztek Korea sorsáról és egy 5 évre szóló, négy hatalmi erő által irányított rendszert javasoltak, aminek letelte után Korea egy független állammá vált volna. Csó (Chó)nak ez túlzott külföldi, elsősorban kommunista befolyást jelentett volna az országa fölött, ezért elutasította az együttműködést. 1946. január 1-jén Andrej Alekszejevics Romanyenko, egy szovjet vezető megpróbálta Csó (Chó)t rávenni arra, hogy írja alá a támogatásáról szóló egyezményt, de Cso (Cho) ezt elutasította. Miután a szovjet vezetők rájöttek, hogy nincs esély arra, hogy Cso (Cho) jóváhagyja a szovjet hatalmat, elvesztették a reményüket abban is, hogy Cso (Cho) lesz Észak-Koreának az az átmeneti vezetője, aki a szovjet eszméket képviseli. Január 5-én szovjet katonák elfogták Csó (Chó)t és Phenjan (P'yŏngyang)ban, a Koryo Hotelben fogva tartották, ahonnan ő szóban folytatta a kommunistáknak való ellenállást. 1948-ban részt vett az alelnöki választásokon, de ekkorra a kommunista befolyás az országban annyira megnőtt, hogy Cso (Cho) nem sok sikert ért el és csak 10 szavazatot kapott a Nemzetgyűléstől. Csó (Chó)t később átvitték egy Phenjan (P'yŏngyang-)ban lévő börtönbe, ahol életét vesztette. A közvélemény úgy tarja, hogy más politikai fogollyal együtt végezték ki 1950 októberében. Cso (Cho) letartóztatása utat nyitott Kim Ir Szen (Kim Il-sung) hatalmának megszilárdításához, aki pozícióját 48 éven keresztül megtartotta, egészen 1994-ben bekövetkezett haláláig.

## Öröksége
1970-ben Cso (Cho) tetteit posztumusz elismerésben részesítették, amikor a dél-koreai kormány kitüntette őt a Koreai Köztársaság Rendjével. A taekwondo Kodang állása is az ő tiszteletére kapta nevét.

### Referenciák
1. Lankov, "From Stalin to Kim Il Sung", p23
2. Lankov, "From Stalin to Kim Il Sung", p10
3. Wells, "New God, New Nation", p142
4. Wells, "New God, New Nation", p87
5. Eckert, "Korea, Old and New", p292
6. Lankov, "From Stalin to Kim Il Sung", p11
7. Wells, "New God, New Nation", p19
8. Wells, "New God, New Nation", p142
9. Wells, "New God, New Nation", p143
10. Kim, The History of Korea, p142
11. Armstrong, "The North Korean Revolution", p68
12. Ree, "Socialism in One Zone", p87
13. Lee, The Partition of Korea, p133
14. Lankov, "From Stalin to Kim Il Sung", p14
15. Wells, "New God, New Nation", p137
16. Lankov, "From Stalin to Kim Il Sung", p14
17. Lankov, "From Stalin to Kim Il Sung", p14
18. Lankov, "From Stalin to Kim Il Sung", p22
19. Lee, The Partition of Korea, p135
20. Lee, The Partition of Korea, p145
21. Ree, "Socialism in One Zone", p143
22. Lankov, "From Stalin to Kim Il Sung", p24
23. Lankov, "From Stalin to Kim Il Sung", p23
24. Armstrong, "The North Korean Revolution", p123
25. Movement Activists, Independence Hall of Korea, retrieved 14 November 2008
26. Choi, Hong-hi (1972), Tae Kwon Do: Art Of Self Defence, International Taekwon-Do Federation, ISBN 978-1-897307-76-2

### Bibliográfia
- Armstrong, Charles; Post, Jerrold (2004), The North Korean Revolution, 1945-1950, Cornell University Press, ISBN 0-8014-8914-8
- Eckert, Carter (1990), Korea, Old and New: A History, Seoul: The Korea Institute, Harvard University, ISBN 0-9627713-0-9
- Kim, Chun-gil (2005), The History of Korea, London: Greenwood, ISBN 0-313-33296-7
- Lankov, Andrey (2002), From Stalin to Kim Il Song, Hurst & Co, ISBN 1-85065-563-4
- Lee, Jong-soo (2006), The Partition of Korea after World War II, Basingstoke: Palgrave Macmillan, ISBN 1-4039-6982-5
- Oliver, Robert (1989), Leadership in Asia: Persuasive Communication in the Making of Nations, 1850-1950, University of Delaware Press, ISBN 0-87413-353-X
- Pratt, K.L.; Hoare, J.; Rutt, R. (1999), Korea: A Historical and Cultural Dictionary, Routledge, ISBN 978-0-7007-0464-4
- Ree, Erik (1989), Socialism in One Zone: Stalin's Policy in Korea, 1945-1947, Oxford: Berg, ISBN 0-85496-274-3
- Wells, Kenneth (1990), New God, New Nation: Protestants and Self-reconstruction Nationalism in Korea, 1896-1937, Honolulu: University of Hawaii Press, ISBN 0-8248-1338-3